# 오우니

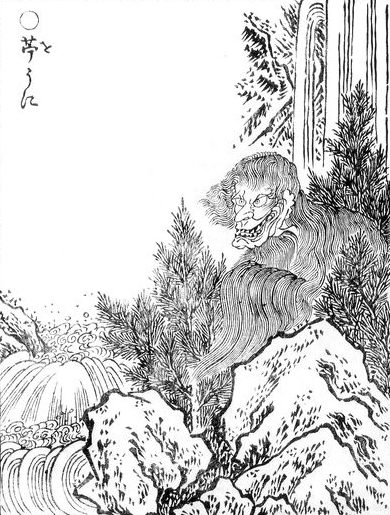

오우니(일본어: 苧うに)는 토리야마 세키엔의 『화도백귀야행』에 그려진 요괴다.
입이 귀까지 찢어진 얼굴을 하고 온몸이 털로 덮여 있다. 해설문이 달려 있지 않아서 어떤 요괴인지 불명하다. ‘오우니’의 ‘오(苧)’란 모시풀 또는 모시 섬유를 의미한다. 그래서 이 요괴의 머리카락과 체모가 모시실이 쌓인 것을 연상케 한다고 이런 이름을 붙인 것으로 추측한다.
사와키 다카유키의 『백괴도권』을 비롯한 에도시대의 다른 요괴회권들에는 “와우와우(わうわう)”라는 이름으로 그려져 있다. 토리야마도 선행하는 요괴회권을 참고해서 오우니를 그려낸 것이다. 결국 에도시대의 그림만 남아 있을 뿐 구체적인 성질이 무엇인지는 알려져 있지 않다. 토리야마보다 후대에 그려진 『백귀야행회권』에는 “우왕우왕(うわんうわん)”이라는 이름으로 그려져 있다.

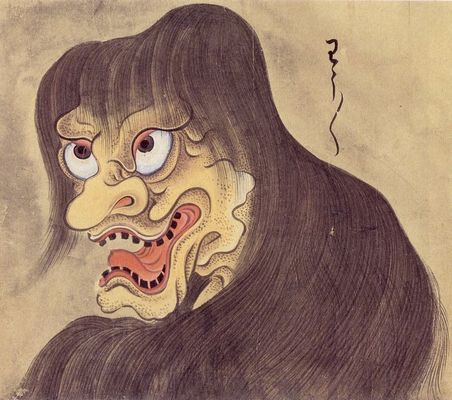
『백괴도권』의 “와우와우”
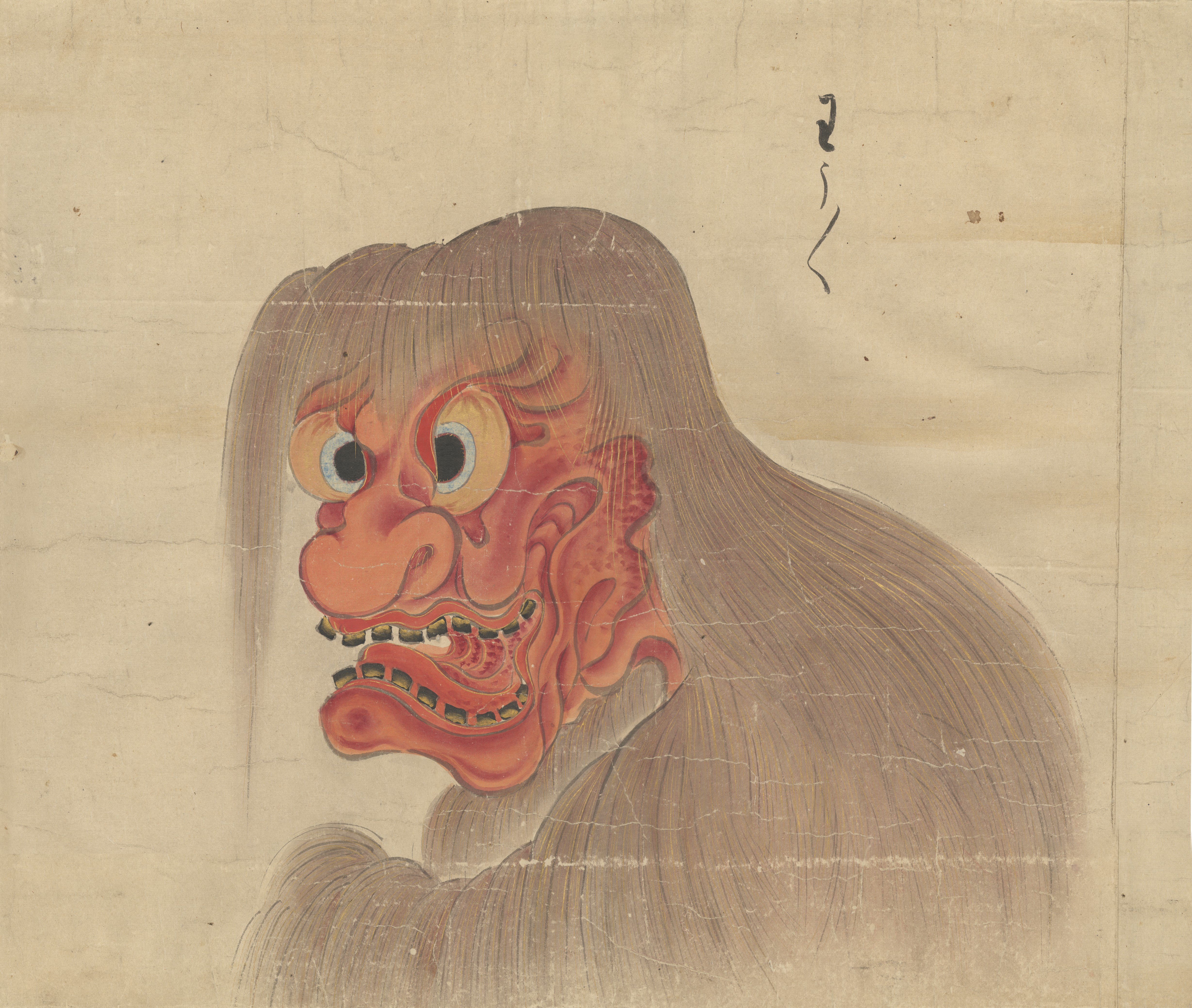
『화물지회』의 “와우와우”